# Grand Budapest Hotel
Grand Budapest Hotel (Originaltitel: The Grand Budapest Hotel) ist eine deutsch-US-amerikanische Filmkomödie beziehungsweise Tragikomödie aus dem Jahr 2014. Regie führte der US-Amerikaner Wes Anderson, das Drehbuch stammt ebenfalls von ihm. Premiere hatte der Film am 6. Februar 2014 bei den 64. Internationalen Filmfestspielen in Berlin, die mit ihm eröffnet wurden. Kinostart in Deutschland und in der deutschsprachigen Schweiz war am 6. März 2014, in Österreich und im Vereinigten Königreich am 7. März 2014.

## Handlung
Die Handlung des Films ist in der Republik Zubrowka angesiedelt, einem Staat „an der östlichsten Grenze des europäischen Kontinents“, „unterhalb des alpinen Sudetenwaldes“ während der Zwischenkriegszeit. Die zentrale Rolle der Handlung nimmt das titelgebende Grand Budapest Hotel ein. Das heruntergekommene, weitläufige, jedoch schwach besuchte Grand Hotel hat noch einen Rest des Glanzes der Habsburgerzeit.
Der Regisseur verwendet das Stilmittel der Rahmenerzählung auf vier Zeitebenen in fünf verschiedenen Kapiteln:
Prolog
Der Film beginnt in der Gegenwart. Eine junge Frau nähert sich auf dem alten Friedhof der Kleinstadt Lutz der Büste eines in Zubrowka verehrten Schriftstellers mit dessen Buch in den Händen, das wie der Film heißt. Sie beginnt ein Kapitel zu lesen.
Darin erzählt der gealterte, namenlose Verfasser aus der Perspektive des Jahres 1985 von einem leichten Schreiberlingsfieber, welches ihn im August 1968 zu einer Reise in den Luftkurort Nebelsbad zum Grand Budapest Hotel veranlasste. Der alte Stammgast Zéro Moustafa, der bald als der Hotelbesitzer erkannt wird, legt dem Autor, einem jungen Schriftsteller, in dem von einem riesigen, alpinen Wandbild mit steilem Wasserfall und Steinbock auf spitzem Felsen gezierten großen Speisesaal seine Erlebnisse als Lobby Boy in der Zeit zwischen Erstem und Zweitem Weltkrieg dar. Der junge Hotelpage war Lehrling und Protegé des Concierge Monsieur Gustave H. Die Erlebnisse der beiden behandelt der Film im Folgenden.
Teil 1 – M. Gustave
Es folgt in einer weiteren Zeitebene Zéros Bericht, der 1932 beginnt, als der Flüchtlingsjunge im letzten ruhmreichen Jahr des Hotels seine Arbeit als „Lobby Boy“ beginnt. Zubrowka befindet sich am Vorabend des Zweiten Weltkrieges, was jedoch für den galanten und immer mit „L’Air de Panache“ reichlich parfümierten Gustave von untergeordneter Bedeutung ist. Er weiß sich die Gunst von Frauen und Männern zu sichern. Eine der von ihm auf besondere Weise betreuten älteren Damen ist die 84-jährige Witwe Céline Villeneuve Desgoffe und Taxis, genannt Madame D., mit der Gustave bei ihrem letzten Aufenthalt im Hotel die Nacht verbringt, ehe sie voller böser Vorahnungen abreist
Teil 2 – Madame C. V. D. u. T.
Zéro holt beim Zeitungshändler die neuesten Tageszeitungen ab. Auf der Titelseite liest er, dass die reiche Madame D. unter mysteriösen Umständen verstorben ist. Gustave und Zéro reisen mit dem Zug zum in einiger Entfernung gelegenen Schloss Lutz. Bei einer Personenkontrolle kann Gustave seinen staatenlosen Schützling Zéro vor einer Verhaftung wegen dessen provisorischer Reisedokumente retten, denn Inspektor Henckels ist schon als kleiner Junge Hotelgast gewesen. Bei der Testamentseröffnung in Lutz stellt sich heraus, dass Madame D. Gustave das unbezahlbare Gemälde Jüngling mit Apfel des fiktiven niederländischen Renaissancemalers Johannes van Hoytl d. J. vermacht hat.
Aufgrund dessen bahnt sich ein Konflikt mit ihrem Sohn Dmitri Desgoffe und Taxis an. Um das Gemälde vor der gierigen Familie zu retten, stiehlt es Gustave in Lutz und versteckt es später im Safe des Grandhotels. Der Tod von Madame D. ist zudem Anlass für die Polizei zu ermitteln. Gustave wird durch Dmitris Intrigen unter Mordverdacht verhaftet und in den Zellenblock des gefürchteten Internierungslagers Check-Point 19 gebracht.
Teil 3 – Check-Point 19 Criminal Internment Camp (Kontrollpunkt 19 Internierungslager)
Zéro besucht Gustave im Gefängnis und berichtet ihm, was Rechtsanwalt Kovacs herausgefunden hat. Madame D. soll an einer Strychnin-Vergiftung gestorben sein, und der Kronzeuge für Gustaves Täterschaft sei Madame D.s Butler Serge X.
Zwischenzeitlich macht sich J. G. Jopling, ein von Dmitri engagierter Auftragsmörder mit totenkopfverzierten Schlagringen, auf die Suche nach Serge X. Von dessen Schwester erpresst er das Versteck von Serge X. und bringt sie daraufhin um. Mit von Zéros Verlobter Agatha in kunstvolle Kuchen eingebackenen Steinmetzwerkzeugen verhilft Zéro Gustave zur Flucht aus dem Gefängnis. Unter Anleitung des Mitgefangenen Ludwig gräbt sich Gustave mit einer kleinen Gruppe weiterer Gefangener den Weg aus der Zelle zum Kanalisationssystem. Bei ihrer Flucht überwältigen sie in den unterirdischen Gängen die Wachen, wobei der Mitgefangene Günther getötet wird. Am Schacht des „Drainage Tunnel B“ kommen sie ans Tageslicht. Dort trennen sich die Wege der Gefangenen, und Gustave versucht nun zusammen mit Zéro, seine Unschuld zu beweisen.
Teil 4 – The Society of the Crossed Keys (Die Gesellschaft der gekreuzten Schlüssel)
Schutzlos stehen Gustave und Zéro auf einem Feld, wo sich nur eine Telefonzelle befindet. Die außergewöhnliche Situation rechtfertigt es, dass Gustave die Hilfe der geheimen „Gesellschaft der gekreuzten Schlüssel“ in Anspruch nehmen darf. Er führt ein R-Gespräch mit M. Ivan im Hotel „Excelsior Palace“. M. Ivan ruft M. Georges im „Chateau Luxe“ an, dieser M. Dino im „Palazzo Principessa“, der danach mit M. Robin im „Hôtel Côte du Cap“ telefoniert, und M. Robin spricht schließlich mit M. Martin im „Ritz Imperial“. Die „Gesellschaft der gekreuzten Schlüssel“ bringt den Aufenthaltsort von Serge X. in Erfahrung und sorgt dafür, dass Gustave und Zéro von M. Ivan mit dem Auto zum Zug gebracht werden. So kommen beide im Oktober 1932 im schneebedeckten „Randgebirge nahe Gabelmeisters Kuppe“ an.
Vom Observatorium auf dem Gipfel werden sie zur Seilbahn verwiesen, deren Kabine dann auf freier Strecke hält. Nach dem Umsteigen in der Luft in die Kabine einer kreuzenden Seilbahn steigen sie im Kloster „Unser Heiliger Vater“ aus. Dort werden sie in den Beichtstuhl gebeten, wo sich der verschwundene Serge X. aufhält. Er ist die einzige Person, die Gustaves Alibi für die Mordnacht bestätigen kann. Serge X. war zudem Zeuge beim Abfassen eines zweiten, nur im Falle eines gewaltsamen Ablebens der Madame D. gültigen Testaments. Dieses habe ihre Familie vernichtet, Serge X. habe jedoch eine Zweitschrift davon anfertigen können. Noch im Beichtstuhl wird Serge X. von J. G. Jopling erdrosselt, der zuvor auch Rechtsanwalt Kovacs ermordet hat.
Mit einem Schlitten verfolgen Zéro und Gustave den mit Skiern aus dem Kloster fliehenden Jopling, kommen aber letztlich zu Fall. An einer Klippe aus Eis hängt Gustave nur mehr an seinen Händen, während Jopling versucht, diese Klippe mit Gustave zum Absturz zu bringen. Zéro gelingt es, den Mörder in die Tiefe zu stoßen und seinen Mentor Gustave zu retten. Inzwischen taucht Inspector Henckels auf, der Gustave ausfindig gemacht hat. Gustave und Zéro flüchten mit Joplings Motorrad und machen sich auf die Suche nach dem von Serge X. erwähnten zweiten Testament.
Teil 5 – The Second Copy of the Second Will (Die Zweitschrift des Zweittestaments)
Zurück im Grand Budapest Hotel müssen die beiden feststellen, dass faschistisches Militär der Zig-Zag-Division das Etablissement angesichts des bevorstehenden Kriegsausbruchs für seinen Führungsstab requiriert und mit militärischen Prunkinsignien dekoriert hat. Der entsetzte Gustave schwört, die Schwelle des als „Kaserne“ missbrauchten Hotels nie wieder zu überschreiten. Agatha holt das Bild aus dem Hotelsafe, wird jedoch von Dmitri entdeckt.
Nach Verfolgungsjagd und Schusswechsel springt Agatha aus dem Fenster. Das Bild bleibt an der Fassade hängen, und der von Serge im Bilderrahmen versteckte letzte Wille von Madame D. „Nur öffnen im Fall meiner Ermordung“ kommt zum Vorschein. Sie war die geheimnisvolle Besitzerin des Hotels und hat ihr Vermögen, Schloss Lutz, Fabriken für Waffen, Medikamente und Textilien, einen bedeutenden Zeitungsverlag sowie das Grand Budapest Hotel an Gustave vererbt, was diesen wohlhabend macht.
Am 21. Tag der Besatzung reisen Zéro, Agatha und Gustave mit dem Zug nach Lutz. Sie kommen wie schon bei der Fahrt zur Testamentseröffnung an einem Gerstenfeld zum Halt und müssen sich einer Personenkontrolle unterziehen. Doch nun gelten die alten Regeln des Anstands nicht mehr. Henckels Höflichkeit ist der Grobheit der rücksichtslosen Besatzungssoldaten gewichen, und Gustave wird am 17. November beim Streit über Zéros immer noch provisorisches Reisedokument erschossen. Zwei Jahre später erliegen Agatha und der gemeinsame Sohn der „Preußischen Grippe“. Zéro, nun seinerseits Alleinerbe von Gustave, bemüht sich, das Erbe des Grand Budapest Hotels fortzuführen, jedoch fordert die politische Situation ihren Tribut und eine Zeit des Niedergangs für das Hotel beginnt.

Epilog
Wieder im Jahr 1968 werden dem Autor und Moustafa im Speisesaal die Nachspeisen serviert. Der Hotelbesitzer Zéro Moustafa gesteht dem Autor, dass er es nicht über sich bringt, das Hotel zu schließen, denn es sei die letzte Verbindung zu seiner verstorbenen Frau und den glücklichsten Jahren seines Lebens. Der Autor geht später nach Südamerika und kommt nicht mehr in das Hotel zurück, sodass ihm das weitere Schicksal von Hotel und Moustafa unbekannt bleibt.
Zurück im Jahr 1985 beendet der alte Autor seinen Bericht.
In der Gegenwart sitzt die junge Frau auf dem Friedhof auf einer Bank und liest das Buch des Autors.

## Produktion
Grand Budapest Hotel ist eine Koproduktion der Grand Budapest Limited (UK) und der Neunzehnten Babelsberg Film GmbH (Deutschland). Ursprünglich war für die Hauptrolle Johnny Depp vorgesehen, der jedoch wieder ausstieg. Madame D. sollte ursprünglich von Angela Lansbury gespielt werden. Wegen Terminüberschneidungen mit der Theatertournee Driving Miss Daisy wurde sie jedoch durch Tilda Swinton ersetzt.
Der Film wurde 2013 in Deutschland gedreht. In Görlitz fanden die Dreharbeiten von Januar bis März 2013 statt. Als Kulissen für das Hotel dienten dort der Jugendstilbau des Görlitzer Warenhauses (Innenaufnahmen) und die Stadthalle Görlitz (Außenaufnahmen, Hoteleingang, Speisesaal), das historische Freisebad wurde zur Hotelbadeanstalt. Auch der historische Schönhof am Untermarkt, das älteste Renaissancebauwerk von Görlitz, wird im Hintergrund gezeigt. Der Braune Hirsch diente als Klosterkulisse. Ferner ist die Berliner Straße mit dem Görlitzer Bahnhof im Hintergrund kurz zu sehen. Schloss Lutz wurde durch die Schlösser Hainewalde (Äußeres) und Waldenburg (Innenräume) verkörpert. Die Szene mit der Flucht aus dem Gefängnis wurde in einem historischen Gefängnis in Zittau gedreht. Die Szenen im Gefängnis Check-Point 19 wurden an der Burg Kriebstein (Außenaufnahmen) und im Schloss Osterstein in Zwickau gedreht. Andere sächsische Drehorte waren die Landeshauptstadt Dresden, wo u. a. im Zwinger, der Sempergalerie, am Fürstenzug sowie in Pfunds Molkerei (Innenraum der Bäckerei Mendl) gedreht wurde, ferner die Sächsische Schweiz, wo Dreharbeiten u. a. am Personenaufzug Bad Schandau und auf der Basteibrücke stattfanden. Die Zugfahrt führt auf der Brücke Bormannsgrund der Weißeritztalbahn über einen Seitenarm der Talsperre Malter.

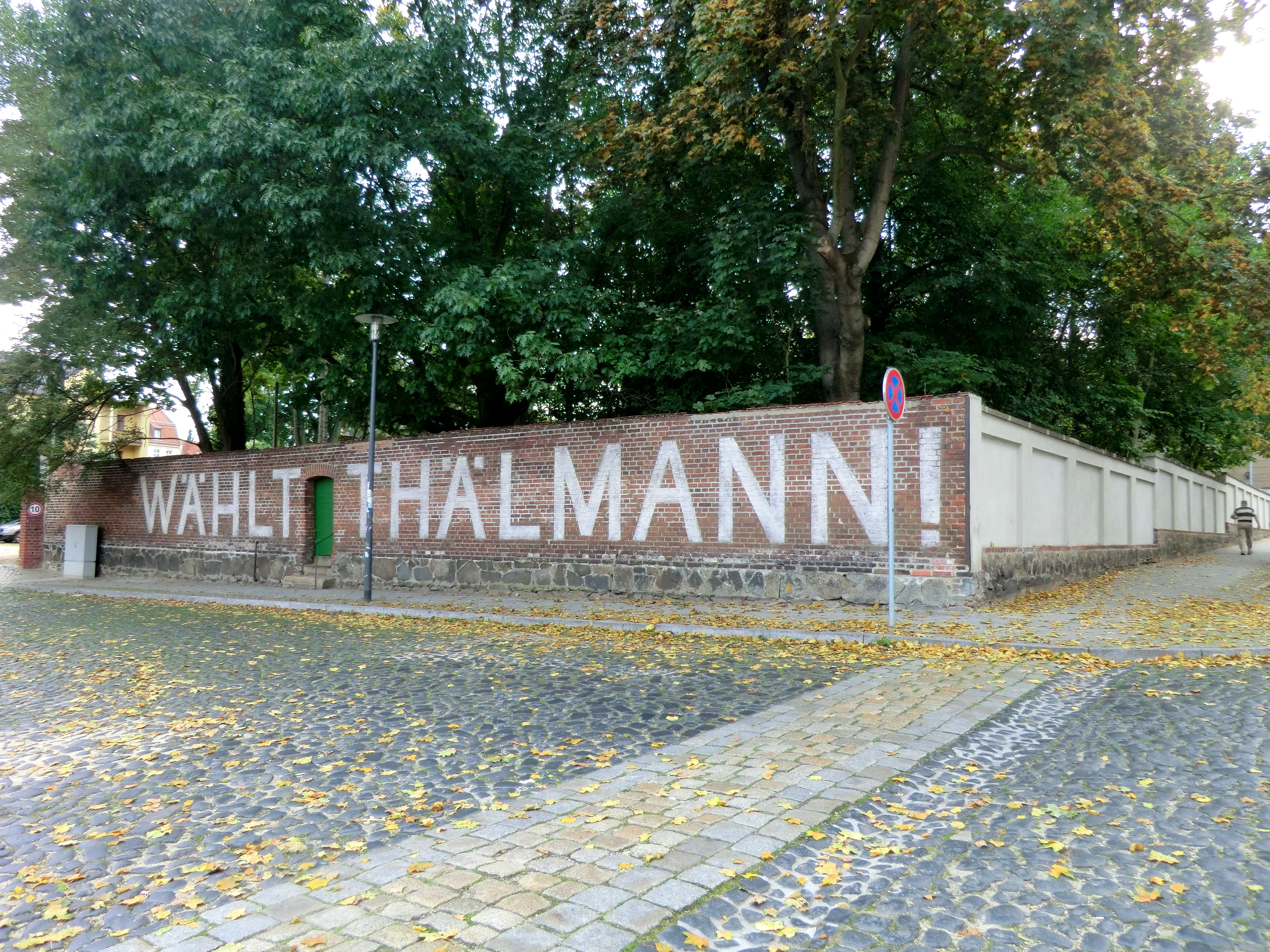
Wählt-Thälmann-Schriftzug in Görlitz

Die Anfangs- und Schlussszenen auf dem Lutzer Friedhof wurden auf einem Grundstück an der Görlitzer Bergstraße aufgenommen. Den Schriftzug „WÄHLT THÄLMANN!“, der 1986 für Dreharbeiten zu dem zweiteiligen DDR-Fernsehfilm Ernst Thälmann angefertigt wurde, änderte man in „OLD LUTZ CEMETERY“ und danach wieder zurück. Ein ehemaliger Kindergarten-Spielplatz hinter der Mauer wurde zum Friedhof umgestaltet.
In der brandenburgischen Landeshauptstadt Potsdam entstanden in den Ateliers des produzierenden Filmstudios Babelsberg einige Effekte. Das Studio ist sowohl Koproduzent (Studio Babelsberg AG) als auch ausführende Produktionsfirma (Studio Babelsberg Motion Picture). Die visuellen Effekte für den Film stammen von der Stuttgarter Firma LUXX Studios.
Das Filmgemälde Jüngling mit Apfel ist ein Werk des englischen Malers Michael Taylor, der es nach den genauen Vorstellungen Wes Andersons anfertigte. Taylor bezog sich dabei u. a. auf Porträts des italienischen Manieristen Agnolo Bronzino und Details aus dem anonymen Doppelporträt Gabrielle d’Estrées und eine ihrer Schwestern. Das nach dem Diebstahl an seiner Stelle hängende Aquarell Two Lesbians Masturbating – auf den ersten Blick ein Bild Egon Schieles – fertigte der RISD-Absolvent Rich Pellegrino in Schieles Stil an.
Um das auf einem Hügel gelegene Hotel selbst darstellen zu können, wurde für die Totalen vom Hotel ein handgefertigtes Miniaturmodell verwendet, das Anderson zusammen mit dem Szenenbildner Adam Stockhausen erstellte, der bereits an Andersons Filmkomödie Moonrise Kingdom mitarbeitete.
Das Modell des Hotels ist etwa 4,25 Meter × 2,15 Meter groß, während der Hügel mit Standseilbahn, auf dem das Hotel steht, in einem anderen Maßstab gebaut wurde. Die beiden Modelle wurden durch digitales Compositing zusammengesetzt, um eine optisch richtige Größenwirkung zu erzielen. Die Modelle wurden vor einem Greenscreen aufgenommen, sodass ein gemalter Hintergrund eingesetzt werden konnte. Das Hintergrundgemälde schuf – ebenso wie das Wandbild im Speisesaal des Hotels – der Künstler Michael Lenz im Stil der Landschaftsbilder Caspar David Friedrichs.
Wes Anderson entschied sich, den Film in drei verschiedenen Seitenverhältnissen zu produzieren. Die Verhältnisse 1,33:1, 1,85:1 und 2,35:1 wechseln in Abhängigkeit von den Zeitebenen der Handlung. Passend zur jeweiligen Zeitebene weisen die verwendeten Objektive eine unterschiedlich starke tonnenförmige Verzeichnung auf. Nahezu alle Kameraeinstellungen sind frontal angelegt, also im rechten Winkel zur dahinterliegenden Wand, selten leicht schräg nach oben oder unten geschwenkt. In vielen Fällen steht die Kamera in der Mitte des Raums und zeigt somit ein symmetrisches Bild. Kameraschwenks sind fast ausnahmslos im 90°-Winkel ausgeführt, ob zur Seite oder nach oben und unten. Eine der wenigen Ausnahmen ist die Schießerei im oberen Stockwerk des Hotels. Kamerafahrten wurden konsequenterweise parallel zu Wänden angelegt oder die Objekte (Fahrzeuge) bewegen sich exakt quer zur Kamera.
Einige Texte der fiktiven Zeitung mit der Todesnachricht entstammen Wikipedia. Es wurden Anfangsteile der englischen Wikipedia-Artikel Music, Carnival und Avalanche rund um den Zeitungsartikel von Madame D.s Tod gruppiert.
Grand Budapest Hotel wurde vom Deutschen Filmförderfonds (DFFF), von der Mitteldeutschen Medienförderung, vom Medienboard Berlin-Brandenburg sowie von der Medien- und Filmgesellschaft Baden-Württemberg gefördert.

## Vorbilder

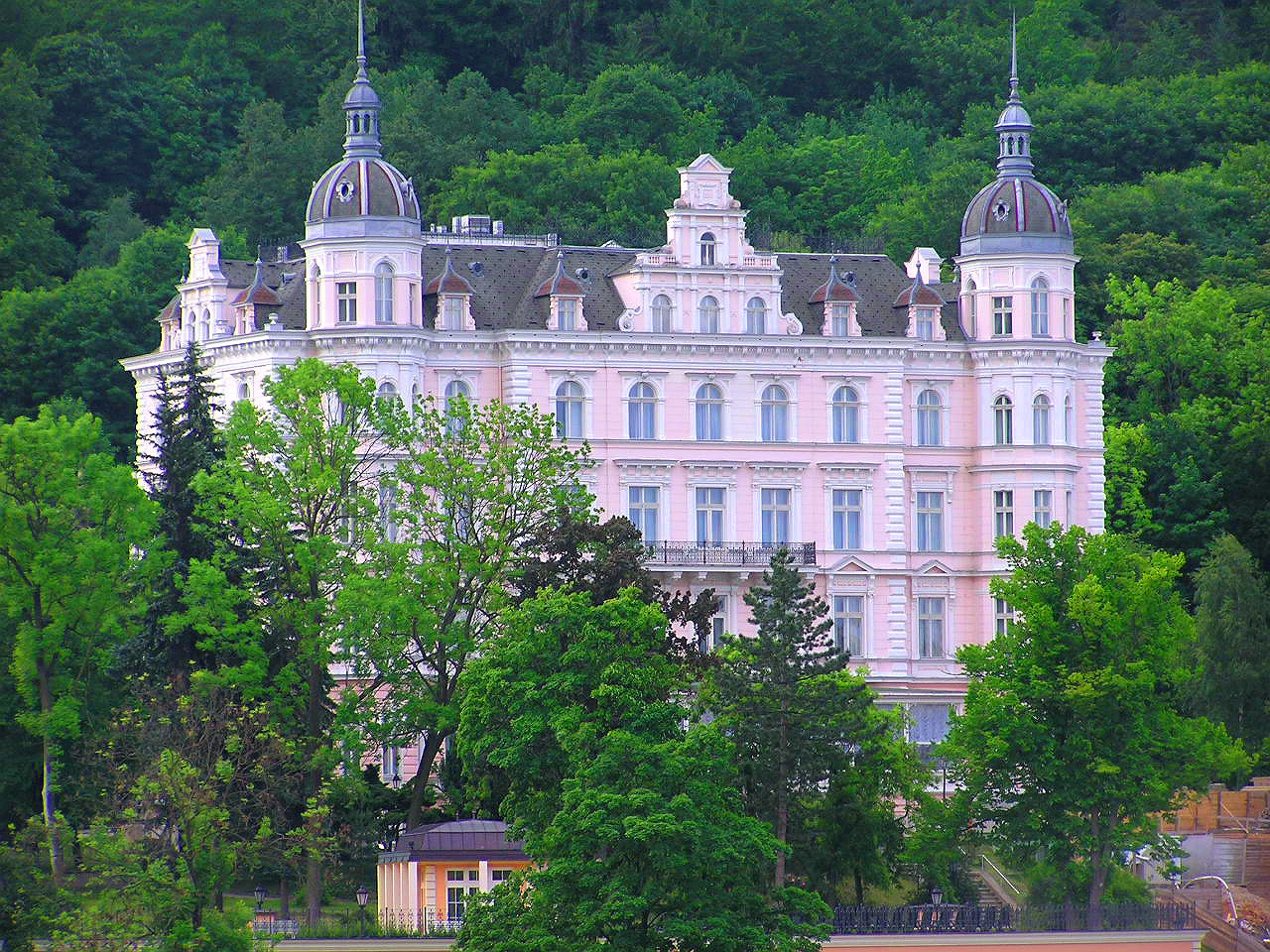
Palace Bristol Hotel in Karlsbad

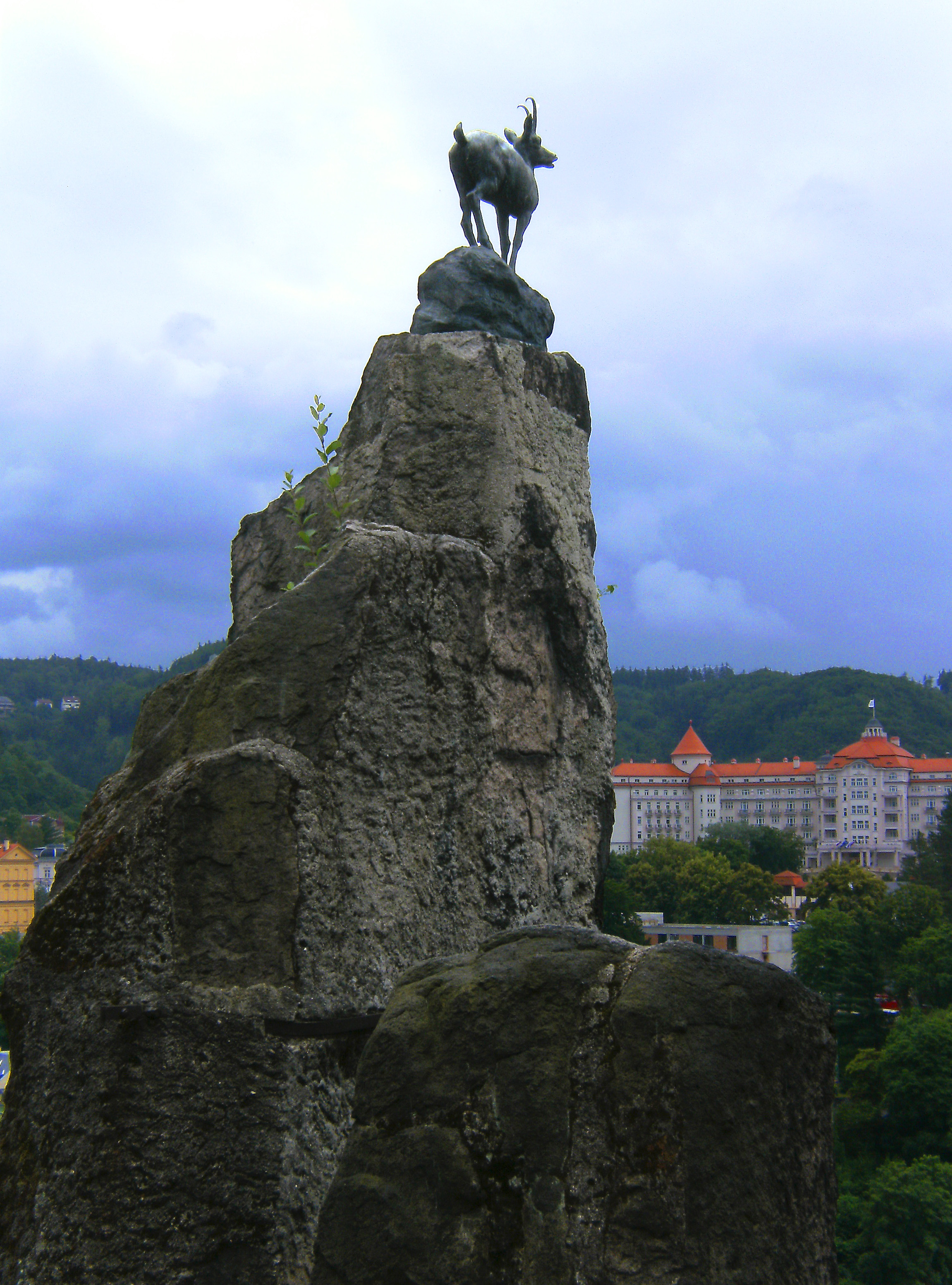
Hirschensprung in Karlsbad, im Hintergrund das Hotel Imperial

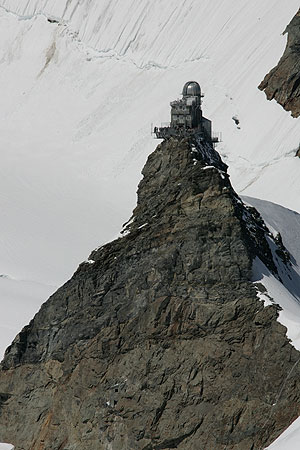
Sphinx-Observatorium auf dem Jungfraujoch

Inspiriert wurde Anderson, als er die Werke Rausch der Verwandlung, Ungeduld des Herzens, Die Welt von Gestern und Vierundzwanzig Stunden aus dem Leben einer Frau des ihm bis dahin unbekannten Autors Stefan Zweig las. Für die im Hotel spielenden Szenen ließ sich Anderson von der Atmosphäre in Ingmar Bergmans Filmdrama Das Schweigen inspirieren.
Um herauszufinden, wo der Film spielen könnte, recherchierten Anderson und Stockhausen zuerst in der Library of Congress in der Sammlung von Ende des 19. Jahrhunderts entstandenen Fotos aus Österreich-Ungarn, außerdem reisten sie nach Wien, Budapest, Marienbad und Karlsbad und werteten Filme wie Menschen im Hotel aus dem Jahre 1932 aus. So wurde die fiktive Republik Zubrowka zum Teil durch Karlsbad inspiriert, worauf es im Film auch viele visuelle Hinweise gibt. „Karlsbad hatte alle richtigen Elemente, diese aber nicht an den richtigen Stellen“, sodass Karlsbad nicht Drehort wurde, sondern die Set-Designer ihre eigene Version erstellten.
Die Gestaltung des Grand Budapest Hotel orientierte sich an unterschiedlichen europäischen Hotels. Vorbild für das äußere Erscheinungsbild in der „Glanzzeit“ des Hotels war das Palace Bristol Hotel in Karlsbad. Während der kommunistischen Periode in den 1960er Jahren ist das Hotel hinter Paneelen und Deckschichten versteckt. Vorbild für dieses „Overlook-Hotel“ war das Budapester Hotel Gellért. Auch andere Karlsbader Bauwerke wie das Grandhotel Pupp, das auf einem Hügel gelegene Hotel Imperial mit seiner 1959 stillgelegten sehr steilen Standseilbahn oder das Standbild einer Gämse auf dem Hirschensprung dienten als Vorbilder. Die Standseilbahn im Film ähnelt der Budavári Sikló in Budapest fast exakt. Das Hirschensprung-Motiv bildet zusammen mit der Silhouette des Watzmann-Massivs im oberbayerischen Berchtesgaden – dem bevorzugten Aufenthalt der Führungsriege des Dritten Reiches zwischen 1933 und 1945 (Führersperrgebiet Obersalzberg) – das Wandbild im Speisesaal des Hotels. Dieses Bild findet ebenso auf dem Filmplakat zu Grand Budapest Hotel Verwendung.
„Zubrowka“, der Name der fiktiven Republik, ist abgeleitet vom polnischen Wodka Żubrówka.
Bei der Verfolgungsjagd mit Skiern und Schlitten vom verschneiten Kloster in den Bergen hinab ins Tal diente als Vorbild für das Miniaturmodell der Sternwarte auf „Gabelmeisters Spitze“ das Sphinx-Observatorium auf dem schweizerischen Jungfraujoch.
Die Einrichtung der Zuckerbäckerei Mendl, welche das Hotel mit rosafarbenen Konfektschachteln beliefert, spielt auf die lange Tradition der österreichisch-ungarischen k.u.k. Hofzuckerbäckereien an, wie sie heute noch in Wien zu finden ist, z. B. in der k.u.k. Hofzuckerbäckerei Demel, der Leitfarbe Rosa nach dürfte es sich allerdings um eine Anspielung auf Wiens größte Zuckerbäckerei Aida handeln.

## Synchronisation
Die deutsche Synchronisation entstand nach einem Dialogbuch und der Dialogregie von Axel Malzacher im Auftrag der RC Production Kunze & Wunder GmbH & Co. KG für Twentieth Century Fox of Germany GmbH.
| Rolle                        | Darsteller        | Synchronsprecher    |
| ---------------------------- | ----------------- | ------------------- |
| M. Gustave H.                | Ralph Fiennes     | Udo Schenk          |
| Zéro Moustafa (jung)         | Tony Revolori     | Christian Zeiger    |
| Zéro Moustafa (alt)          | F. Murray Abraham | Wolf Frass          |
| Serge X.                     | Mathieu Amalric   | Jean-Yves de Groote |
| Dmitri Desgoffe und Taxis    | Adrien Brody      | Markus Pfeiffer     |
| J. G. Jopling                | Willem Dafoe      | Reiner Schöne       |
| Stellvertreter Vilmos Kovacs | Jeff Goldblum     | Martin Umbach       |
| Ludwig                       | Harvey Keitel     | Christian Brückner  |
| Schriftsteller (jung)        | Jude Law          | Florian Halm        |
| Schriftsteller (alt)         | Tom Wilkinson     | Lutz Riedel         |
| M. Ivan                      | Bill Murray       | Arne Elsholtz       |
| Inspektor Albert Henckels    | Edward Norton     | Andreas Fröhlich    |
| Agatha                       | Saoirse Ronan     | Stella Sommerfeld   |
| Clotilde                     | Léa Seydoux       | Joanna-Maria Praml  |
| M. Jean                      | Jason Schwartzman | Norman Matt         |
| Madame D.                    | Tilda Swinton     | Karin Buchholz      |
| M. Chuck                     | Owen Wilson       | Philipp Moog        |
| Mr. Mosher                   | Larry Pine        | Bernd Rumpf         |

## Kritiken
Der Film wurde von Kritikern fast ausnahmslos positiv aufgenommen. Die Süddeutsche Zeitung etwa hielt ihn für den „glanzvollste[n] Berlinale-Eröffnungsfilm seit sehr langer Zeit“.
Spiegel Online schrieb, der Film beinhalte „ein[en] Kosmos aus geschmackvoll schrillen Farben, herrlich exzentrischen Kostümen und majestätischen Gebäuden, gesegnet mit hübscher Natur“. Deshalb sei auch die Gefahr einer „Überdosis“ vorhanden, wie der Tagesspiegel meinte.
Filmstarts bewertete den Film mit vier von fünf möglichen Sternen und sprach von „ein[em] visuelle[n] Kunstwerk, dessen Schönheit und unfassbarer Einfallsreichtum staunen lässt“.
Die Deutsche Film- und Medienbewertung (FBW) attestierte eine „Kombination von unverwechselbarer filmischer Handschrift mit ungebrochenem Gespür für skurrile Charaktere und eine wunderbar absurde, anrührende, bisweilen konditorsüße Geschichte“, die „den Film deutlich ab[heben lässt] von ‚gängigen‘ Erzählweisen“.
Patrick Seyboth von epd Film lobte Wes Andersons überbordenden Einfallsreichtum und hob hervor, dass „unter der Verspieltheit […] diesmal eine tiefe Trauer angesichts der Katastrophen der Geschichte“ lauere. Darunter leide der Schwung des Films allerdings nicht, „eher noch scheint er eine trotzige Energie daraus zu ziehen.“
Philip Kemp, Schriftsteller und Filmhistoriker, sieht den Film in seiner Kritik als ein „unerwartet anrührendes Filmvergnügen“, wenn man bereit sei, in einem Film „nicht unbedingt schonungslosen Realismus“ zu suchen und bereit sei, Andersons „charmanten Eigenheiten zu erliegen“, zu denen er Design, Verspieltheit und Timing zählt. Er bemerkt, dass die Besetzung sogar für Andersons Verhältnisse „extrem starlastig“ ist, auch „wenn die Stars oft nur für Minuten auftreten“. Er lobt insbesondere nochmal Ralph Fiennes, dessen „makelloses Timing“ dafür sorge, dass man ihm mit „rückhaltlosem Vergnügen“ zusehe. Insgesamt ist der Film für ihn eine „detailversessene, phantastische, kalorienreiche, konditorsüße, köstlich dekadente Dobostorte.“

## Auszeichnungen und Nominierungen

Regisseur Wes Anderson bei den Internationalen Filmfestspielen Berlin 2014

Grand Budapest Hotel wurde 2014 bei den Internationalen Filmfestspielen Berlin mit dem Silbernen Bären/Großen Preis der Jury ausgezeichnet.
Bei den Golden Globe Awards 2015 erhielt der Film insgesamt vier Nominierungen und gewann den Preis in der Kategorie Bester Film – Komödie oder Musical.
Zudem wurde dem Film von der Deutschen Film- und Medienbewertung das Prädikat besonders wertvoll verliehen.
Bei den BAFTA Awards 2015 wurde Grand Budapest Hotel für elf BAFTAs nominiert und konnte fünf gewinnen. Ausgezeichnet wurde er für das Beste Originaldrehbuch, Beste Szenenbild, Beste Kostümdesign, Bestes Make-Up und Beste Frisuren und für die Beste Filmmusik. Nominiert war er u. a. für Bester Hauptdarsteller, Beste Regie und als Bester Film.
Grand Budapest Hotel war bei Critics’ Choice Movie Awards 2015 elfmal nominiert und wurde als Beste Komödie und für das Beste Szenenbild und Beste Kostümdesign ausgezeichnet. Nominiert war er u. a. für den Besten Hauptdarsteller, Beste Regie und als Bester Film.
Bei den Satellite Awards 2015 wurde der Film für das Beste Szenenbild und Beste Kostümdesign ausgezeichnet.
Für die Oscarverleihung 2015 war der Film in den folgenden neun Kategorien nominiert und wurde mit vier Oscars ausgezeichnet.
- Bestes Szenenbild (Auszeichnung)
- Bestes Kostümdesign (Auszeichnung)
- Bestes Make-up und beste Frisuren (Auszeichnung)
- Beste Filmmusik (Auszeichnung)
- Bester Film
- Beste Regie
- Bestes Originaldrehbuch
- Beste Kamera
- Bester Schnitt

Die Filmmusik von Alexandre Desplat wurde 2015 mit einem Grammy Award ausgezeichnet.
2016 belegte Grand Budapest Hotel bei einer Umfrage der BBC zu den 100 bedeutendsten Filmen des 21. Jahrhunderts den 21. Platz.

## Veröffentlichungen
Die Originalfassung von Grand Budapest Hotel wurde am 17. Juni 2014 auf DVD und Blu-ray Disc veröffentlicht. Da der Film von der deutschen Filmförderung unterstützt wurde, gelten für eine Verwertung in deutscher Sprachfassung die Sperrfristen nach § 20 FFG, wonach eine deutsche Veröffentlichung frühestens sechs Monate nach Beginn der regulären Erstaufführung erfolgen darf. Die deutschen DVDs und Blu-ray-Discs erschienen daher erst am 5. September 2014.

## Musik
Die Musik wurde von Alexandre Desplat komponiert. Er hatte mit Anderson auch an anderen Projekten wie Fantastic Mr. Fox und Moonrise Kingdom gearbeitet. Für die einzelnen Tracks übernahm Desplat verschiedene Motive von Öse Schuppel, Siegfried Behrend, Vitaly Gnutov und russischen Volksliedern. Osipov State Russian Folk Orchestra spielt die Tracks für die Filmproduktion.

## Kommerzieller Erfolg
Weltweit spielte der Film ca. 174,6 Mio. US-Dollar ein – 59,1 Mio. US-Dollar in Nordamerika und 115,5 Mio. US-Dollar in anderen Ländern. Die Produktionskosten betrugen 26,7 Mio. US-Dollar.

## Trivia
Das Hotel im Film ist das Kaufhaus Görlitz, das für mehrere Monate als Drehort genutzt wurde.
Auf manchen Touristikwebsites mit Erfahrungsberichten wird The Grand Budapest Hotel wie ein normales Hotel bewertet, allerdings ohne Preise.